# Barahna
Barahna is een geslacht van spinnen uit de  familie van de Desidae.

## Soorten
- Barahna booloumba Davies, 2003
- Barahna brooyar Davies, 2003
- Barahna glenelg Davies, 2003
- Barahna myall Davies, 2003
- Barahna scoria Davies, 2003
- Barahna taroom Davies, 2003
- Barahna toonumbar Davies, 2003
- Barahna yeppoon Davies, 2003